# Цюй Ю
Цюй Ю (кит. упр. 瞿佑, пиньинь Qú Yòu; 1341—1427) — китайский писатель.
Автор новелл «Жизнеописание Девы в зеленом», «Записки о пионовом фонаре», «Записки о шпильке — золотом фениксе», сборника «Новые рассказы у горящего светильника» (кит. 剪燈新話). Позднее Ли Чжэнь написал сборник новелл «Продолжение новых рассказов у горящего светильника», в котором использовал многие сюжеты из книги Цюй Ю. Произведения Цюй Ю подлежали изъятию и сожжению как безнравственные с конфуцианской точки зрения и смущающие умы.